# Victor Ninov
Victor Ninov (bulharsky Виктор Нинов; * 1959) je vědec z oboru jaderné chemie , jehož práce přispěly k objevu prvků 110 darmstadtia (Ds), 111 roentgenia (Rg) a 112 kopernicia (Cn) v německé Gesellschaft für Schwerionenforschung (GSI) v Darmstadtu a prvků 114 Flerovium (Fl), 116 livermorium (Lv) a 118 oganesson (Og) v americké Lawrence Berkeley National Laboratory (LBNL) v Berkeley. Ninov byl vyškolen na GSI a jeho přechod do LBNL byl považován za převrat. Byl odborníkem v používání specifických softwarů (zejména softwaru GOOSY vyinutém v GSI) potřebných pro statistické zpracování dat při detekci rozpadu řetězu nestabilních transuranů. Později se ukázalo, že statistiky při objevu prvků 110, 112, 114, 116 a 118 (tedy pěti ze šesti, u kterých figuroval) falšoval. Po složitém vyšetřování Victor Ninov přestal pracovat ve výzkumu. Ke „znovuobjevení“ všech pěti prvků, jejichž data podvrhl, došlo krátce po incidentu.  